# Jerzy Szoman
Jerzy Szoman (niem. Georg Schomann, ur. ok. 1526 w Raciborzu, zm. w 1591 w Chmielniku) – działacz reformacyjny (kolejno: luterański, kalwiński i braci polskich), pisarz, polemista i duchowny protestancki, jeden z tłumaczy Biblii brzeskiej. 

## Biografia
W młodości wyróżniał się głęboką religijnością katolicką. W latach 1552–1554 studiował w Akademii Krakowskiej, a następnie w Wittenberdze, gdzie przyjął luteranizm. Wkrótce przeszedł na kalwinizm i przeniósł się do Pińczowa, gdzie w latach 1558–1561 wykładał w miejscowej szkole ewangelickiej oraz był duchownym w zborach w Pińczowie i w Książu. Był jednym z autorów przekładu kalwińskiej Biblii Brzeskiej. W Pińczowie ufundował księgozbiór (głównie dzieła reformatorów szwajcarskich) za sumę 40 dukatów. Tu także ożenił się z szesnastoletnią mieszczką.
Zainteresowany doktryną anabaptyzmu, odbył w 1569 podróż do wspólnot braci huterskich, a w 1572 przyjął chrzest braci polskich i od 1573 rozpoczął działalność jako kaznodzieja braci polskich w Krakowie, w Lutosławicach (1586–1588) i w Chmielniku.
Swoje radykalne poglądy społeczne przedstawiał w pismach polemicznych i w wielu dysputach, m.in. na sejmach i synodach; do najsłynniejszych należała dysputa Szomana z jezuitą Piotrem Skargą w domu żupnika Prospera Provany w Krakowie (w domu tym gościli czołowi włoscy unitarianie, m.in. Jerzy Blandrata, Bernardino Ochino, Gianpaolo Alciati i Giovanni Valentino Gentile). Polemizował także z Socynem. 
Najważniejszym dziełem Szomana jest autobiograficzny Testamentum ultimae voluntatis (opublikowany w 1684 w Amsterdamie w „Bibliotheca antitrinitariorum” Ch. Sandiusa), tłumaczenie na język polski: Testament, tłum. I. Uchońska, w: „Literatura ariańska w Polsce XVI wieku. Antologia”, oprac. L. Szczucki, J. Tazbir, Warszawa, 1959.